# Saburo Shinosaki
Saburo Shinosaki var en japansk fotbollsspelare.